# Берковичі (громада)
Берковичі (серб. Општина Берковићи) — боснійська громада, розташована в регіоні Требіньє Республіки Сербської. Адміністративним центром є село Берковичі.